# Лісний (Бобровська сільська рада)
Лісни́й (рос. Лесной) — селище у складі Первомайського району Алтайського краю, Росія. Входить до складу Бобровської сільської ради.

## Населення
Населення — 810 осіб (2010; 782 у 2002).
Національний склад (станом на 2002 рік):
- росіяни — 94 %